# Francesco Porzio
Francesco Porzio (Nápoles, 26 de janeiro de 1966) é um jogador de polo aquático italiano, campeão olímpico.

## Carreira
Francesco Porzio fez parte da geração de ouro italiana no polo aquático, campeão olímpico de Barcelona 1992.